# Dekanat Frackville
Dekanat Frackville – jeden z trzech dekanatów diecezji Wschodniej Pensylwanii Kościoła Prawosławnego w Ameryce.
Na terytorium dekanatu znajdują się następujące parafie:
- Parafia św. Marii w Coaldale
- Parafia Wniebowstąpienia Pańskiego we Frackville
- Parafia Chrystusa Zbawiciela w Harrisburg
- Parafia Wniebowstąpienia Pańskiego w Lykens
- Parafia Trójcy Świętej w McAdoo
- Parafia Świętych Piotra i Pawła w Minersville
- Parafia św. Michała w Mount Carmel
- Parafia Zaśnięcia Matki Bożej w Saint Clair
- Parafia św. Hermana z Alaski w Shillington

Ponadto w dekanacie działa placówka misyjna Świętych Apostołów w Mechanisburg.